# Caldwell, Idaho
Caldwell är en stad (city) i Canyon County i sydvästra Idaho, USA. Caldwell är administrativ huvudort (county seat) i Canyon County.